# 田尾兵二
田尾 兵二（たお ひょうじ、1942年 - ）は、日本の実業家、株式会社アリミノ取締役会長、全国理美容製造者協会副会長。

## 人物・経歴
1942年、アリミノ創業者、田尾有海の次男として生まれる。1965年3月、立教大学経済学部経営学科（現・経営学部）卒業。高校時代に空手をやっていたことから大学時代に、日本拳法部を創設する。
大学卒業後、アリミノに入社。2006年より取締役会長を務める。全国理美容製造者協会副会長も務める。2007年から2010年まで、母校立教大学の体育会OB・OGクラブ会長、2011年から2017年まで校友会会長を歴任した。